# Eaux intérieures
En droit de la mer, on appelle eaux intérieures, les eaux situées en deçà de la ligne de base, constituée de la laisse de basse mer et de la ligne de base droite.

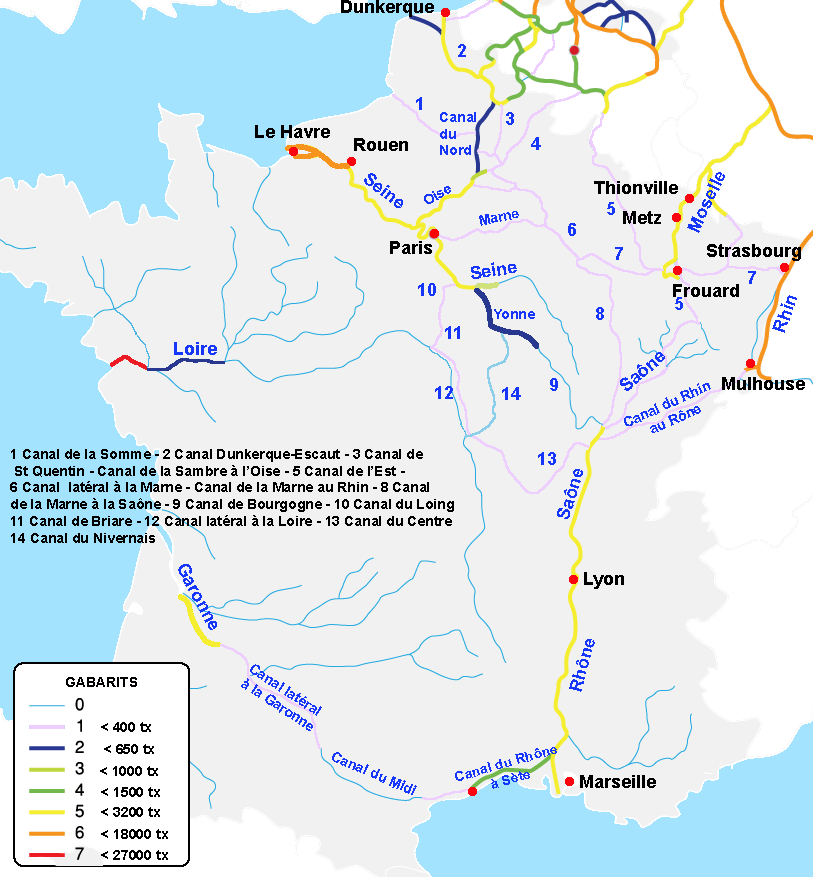
Réseau français des eaux intérieures navigables.

À l’intérieur des terres, le réseau des voies navigables : fleuves, rivières, canaux, lacs et étangs, jusqu'à la limite de l'inscription maritime, sont appelés eaux intérieures.